# Lâu đài Predjama

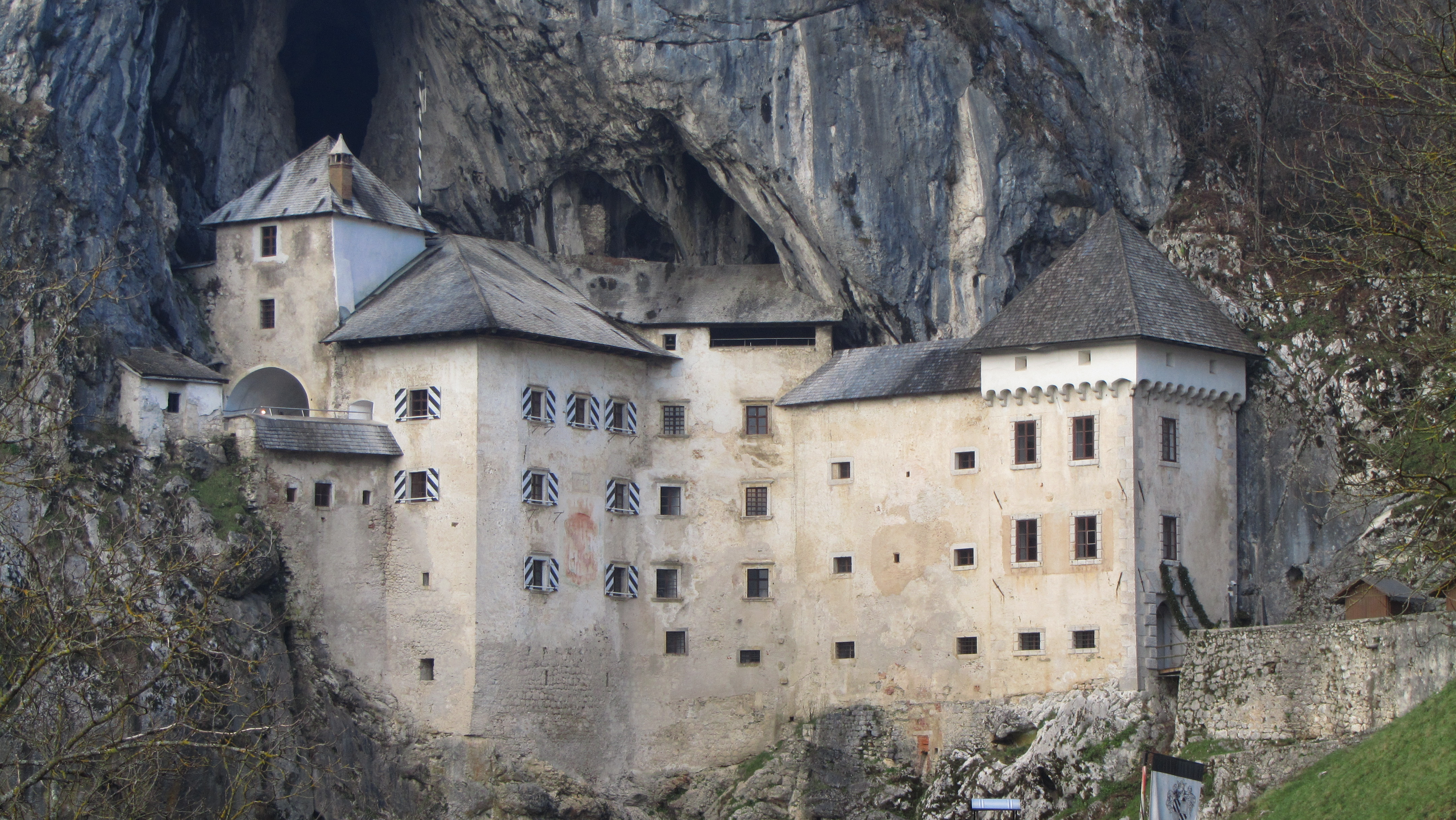
Lâu đài Predjama

Lâu đài Predjama (tiếng Slovenia: Predjamski grad hoặc grad Predjama, tiếng Đức: Höhlenburg Lueg, tiếng Ý: Castel Lueghi) là một lâu đài thời Phục hưng được xây dựng trong miệng hang động ở phía nam-trung bộ Slovenia, trong khu vực lịch sử của Carnero Inner Carniola. Nó nằm ở ngôi làng Predjama, cách thị trấn Postojna 11 km và hang Postojna 9 km.

## Lịch sử tòa lâu đài

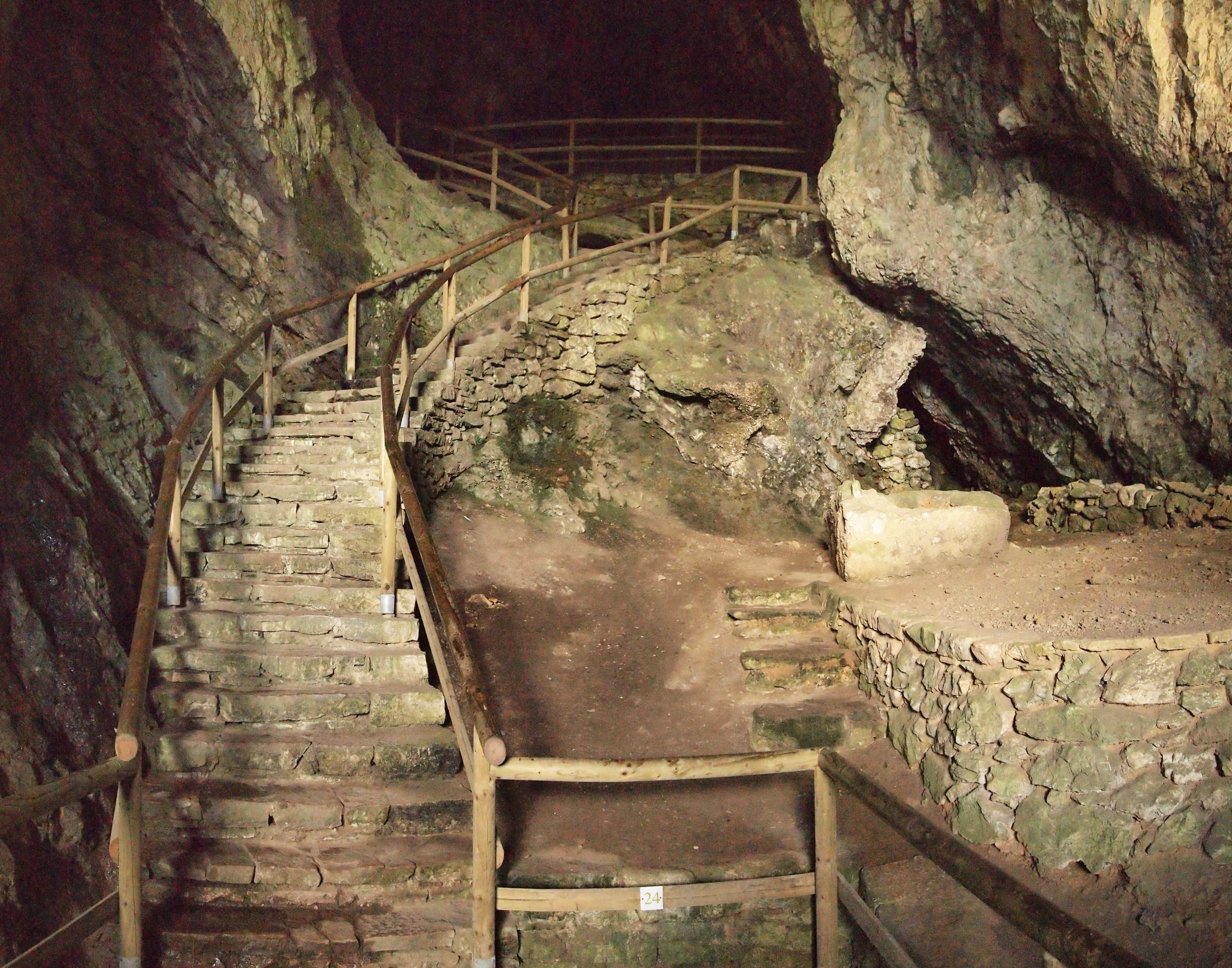
Hang động của lâu đài Predjama

Lâu đài được nhắc đến lần đầu tiên vào năm 1274 với tên Đức Luegg, khi Tổ mẫu Aquileia xây dựng lâu đài theo phong cách Gothic. Lâu đài được xây dựng dưới một vòm đá tự nhiên cao trong bức tường đá để làm cho nó trở nên khó khăn. Nó đã được mua lại và mở rộng bởi gia đình quý tộc Luegg, còn được gọi là Hiệp sĩ Adelsberg (tên tiếng Đức của Postojna).

### Truyền thuyết của Erazem của Predjama
Lâu đài được biết đến như là chỗ ở của hiệp sĩ Erazem Lueger (hay Luegger), chúa tể của lâu đài vào thế kỷ 15 và một tên nam tước nổi tiếng. Ông là con của Thống đốc Hoàng gia Trieste, Nikolaj Lueger.
Theo truyền thuyết, Erazem đã xung đột với Habsburgs khi ông ta giết chết vị chỉ huy quân đội Hoàng gia, Marshall Pappenheim, người đã xúc phạm danh dự người đã qua đời của Erazem, Andrej Baumkircher của Vipava. Trốn khỏi sự trả thù của Hoàng đế La Mã, Frederick III, Erazem đã đạt được trong pháo đài gia đình của Predjama. Từ đó, ông liên minh với Vua Matthias Corvinus và bắt đầu tấn công các thuộc địa và thị trấn Habsburg ở Carniola. Hoàng đế đã ủy nhiệm thống đốc của Trieste, Andrej Ravbar, với việc bắt giữ hoặc giết Erazem. Erazem đã bị giết sau một cuộc bao vây dài. Erazem bị một người đàn ông phản bội và bị giết chết bởi một phát đạn từ pháo.

### Sau khi tái thiết
Sau khi bao vây và phá hủy lâu đài ban đầu, tàn tích của lâu đài đã được gia đình Oberburg mua lại. Năm 1511, lâu đài thứ hai, được xây dựng bởi gia đình Purgstall trong thập kỷ đầu tiên của thế kỷ 16, đã bị phá hủy trong một trận động đất. Vào năm 1567, Archduke Charles của Áo đã thuê lâu đài cho nam tước Philipp von Cobenzl, người đã trả hết sau 20 năm. Năm 1570, lâu đài hiện tại được xây dựng theo phong cách Phục hưng, nằm cạnh một vách đá thẳng đứng dưới pháo đài thời Trung cổ ban đầu. Lâu đài vẫn còn ở dạng này, hầu như không thay đổi, cho đến ngày nay.
Vào thế kỷ 18, nó trở thành một trong những nơi cư trú mùa hè yêu thích của gia đình Cobenzl. Cả chính khách người Áo và nhà sưu tập nghệ thuật nổi tiếng Philipp von Cobenzl và nhà ngoại giao Bá tước Ludwig von Cobenzl đều dành thời gian trong lâu đài.
Năm 1810, lâu đài được thừa kế bởi Bá tước Michael Coronini von Cronberg, và vào năm 1846, nó được bán cho gia đình Windischgrätz, người vẫn là chủ sở hữu của nó cho đến cuối Thế chiến II, khi nó bị chính quyền Cộng hòa Liên bang Xã hội chủ nghĩa Nam Tư tịch thu và quốc hữu hóa vào một bảo tàng.